# Mani Matter
Pour les articles homonymes, voir Matter.
Mani Matter (de son vrai nom Hans-Peter Matter), né le 4 août 1936 à Herzogenbuchsee et mort le 24 novembre 1972 à Kilchberg, est un chansonnier suisse. Son nom d'artiste vient de son totem scout.

## Biographie
Mani Matter a grandi à Berne. Il était juriste et travaillait à l’administration de la ville de Berne. Il avait également un poste de privatdocent à l’Université de Berne. Il s’est produit à la radio ainsi que dans de petits théâtres en Suisse où il a chanté ses chansons en dialecte bernois tout en s’accompagnant lui-même à la guitare. Sa carrière en solo n'a débuté qu'en 1971 sur l'insistance d'Emil Steinberger. Auparavant, il se produisait avec les « Berner Troubadours ». 
Grand admirateur de Georges Brassens, il a créé une de ses premières chansons Ds Rägewürmli sur la mélodie de la Ballade des dames du temps jadis. Il a également traduit ou adapté des chansons de Guy Béart et de Félix Leclerc.
Il est mort le 24 novembre 1972 dans un accident de la route, alors qu’il se rendait à un concert à Rapperswil. Mani Matter repose au cimetière de Bremgarten à Berne.
Les chansons de Mani Matter sont très populaires en Suisse alémanique et souvent enseignées à l'école. De nombreux musiciens suisses ont été inspirés par lui et ont repris ses chansons. Un recueil de reprises a été publié en 1992 dans l'album Matter Rock. Stephan Eicher a rendu immensément populaire sa chanson Hemmige... reprise en chœur même par le public francophone. Les chanteurs suisses romands Sarclo, Simon Gerber et Le bel Hubert (Quinzaine du blanc chez les 3 Suisses) ont, eux, repris Dr Alpeflug dans leur spectacle (édité en 2006 par Disques Office).
Le fonds Mani Matter se trouve aux Archives littéraires suisses à Berne.

## Discographie
- 1966 : I han en Uhr erfunde (EP)
- 1967 : Alls wo mir id Finger chunnt (EP)
- 1970 : Hemmige (EP)
- 1972 : Betrachtige über nes Sändwitsch (EP)
- 1973 : Ir Ysebahn (CD) (enregistrement en public)
- 1973 : I han es Zündhölzli azündt (double-CD)
- 1990 : Dr Kolumbus (CD) (chansons inédites de Mani Matter interprétées par Jacob Stickelberger et Fritz Widmer)
- 1990 : Kriminalgschicht (CD) ("Kriminaloper" inachevé, interprété en 1973 par ses compères Jacob Stickelberger et Fritz Widmer)
- 2002 : Warum syt dir so truurig ? (CD) (Hommage de la radio DRS en 1973)
- 2002 : Warum syt dir so truurig ? (CD) (Bande sonore du film documentaire de Friedrich Kappeler)